# Hollywood Hills
Hollywood Hills és una regió de Los Angeles als Estats Units. L'àrea no té reconeixement de districte o veïnatge per la ciutat, però sí que és reconeguda pels angelins i és considerada part del districte de Hollywood. És així com es coneix tota la zona que s'estén des dels districtes de Los Feliz fins Woodland Hills i Bel Air, al sud de Studio City i en la Vall al nord de Hollywood.
És una zona que, al voltant de Mulholland Drive i Laurel Canyon, emergeix entre els turons esquitxada de cases acolorides.
En aquesta regió de Hollywood hi ha el Parc Griffith, el Hollywood Sign i l'Observatori Griffith. A més, és coneguda per ésser on hi ha la residència d'actors rics i famosos, com Jennifer Lopez, Ben Affleck, Brad Pitt i Britney Spears, entre d'altres.